# Ascalohybris angulata
Ascalohybris angulata is een insect uit de familie van de vlinderhaften (Ascalaphidae), die tot de orde netvleugeligen (Neuroptera) behoort. 
Ascalohybris angulata is voor het eerst wetenschappelijk beschreven door Westwood in 1847.